# 天竺岩
天竺岩，位于中国广东省揭阳市揭西县河婆镇宫墩村，为揭西县的一个县级文物保护单位，类型为古建筑，公布时间为1984年。
天竺岩的历史年代为南宋。